# بينيم
بينيم (بالإنجليزية: Penem)‏ هو نوعٌ من البيتا لاكتام، يتكون من حلقةٍ خماسيةٍ غير متجانسةٍ غير مشبعةٍ، تحتوي على ذرةٍ كبريت في حلقةِ خماسي الحلقة ملتحمةٍ بحلقة بيتا لاكتام. لا توجد البينيمات طبيعيًا، فجميعها اصطناعيَّة. ترتبط الكاربابينيمات مع البينيمات، وتحتوي على ذرة كربون بدلًا من ذرة الكبريت. ومن الأمثلة على ذلك الفاروبينيم.